# Nátrium-nitrát
A nátrium-nitrát (NaNO3) (nem keverendő a nátrium-nitriddel és nátrium-nitrittel)
egy nátrium-só, amit műtrágyákban, robbanószerekben és szilárd rakéta-hajtóanyagokban valamint üveg- és cserépzománcként és tartósítószerként használnak.
A 19. század végén az úgynevezett chilei salétrom bányászata olyan nagy üzlet volt, hogy a leggazdagabb salétromtartalmú területek felett Peru, Chile és Bolívia között kitört a salétromháború. A Föld legnagyobb készlete a chilei Atacama-sivatagban található, és jelentős bányászat folyt itt egészen az 1940-es évekig, mikor a salétrom értéke hatalmasat zuhant. A régi bányászvárosokat az UNESCO 2005-ben a világörökség részének nyilvánította. 
A bányászaton kívül a salétrom egy másik forrása a vegyipari módszerekkel történő előállítás, amikor salétromsav és nátrium-karbonát reakciójából keletkezik.

## Felhasználási területek
A 19. század végén nagy mennyiségben használták puskapor előállításához, többek között ez okozta a Csendes-óceáni háború kirobbanását. 
Élelmiszerekben tartósítóként alkalmazzák E251 néven. Leveles zöldségekben természetes úton is előfordul, ezen kívül megtalálható még sajtokban, húsételekben, pizzákban. A maximum napi beviteli mennyiség 3,7 mg/testsúlykg. Közvetlen egészségügyi kockázata nincs, bár hő és savas környezet hatására nátrium-nitritté alakulhat, melyből káros nitrózaminok képződhetnek, melyeknek rákkeltő hatást tulajdonítanak.
A puskapor előállítása során oxidálószerként használják a kálium-nitrát helyett.
Nagy hőkapacitása miatt naperőművekben is alkalmazható.